# Angéla Németh
Angéla Németh-Ránky (Budapest, 18 febbraio 1946 – Budapest, 5 agosto 2014) è stata una giavellottista ungherese.
In carriera è stata campionessa olimpica a Città del Messico 1968 ed europea ad Atene 1969.

## Palmarès
| Anno | Manifestazione  | Sede              | Evento                 | Risultato | Prestazione | Note                          |
| ---- | --------------- | ----------------- | ---------------------- | --------- | ----------- | ----------------------------- |
| 1968 | Giochi olimpici | Città del Messico | Lancio del giavellotto | Oro       | 60,39 m     | Miglior prestazione personale |
| 1969 | Europei         | Atene             | Lancio del giavellotto | Oro       | 59,76 m     | Record dei campionati         |
| 1971 | Europei         | Helsinki          | Lancio del giavellotto | 4ª        | 57,44 m     |                               |
| 1972 | Giochi olimpici | Monaco di Baviera | Lancio del giavellotto | 13ª       | 53,48 m     |                               |